# Paternoster Square
Der Paternoster Square ist ein Gebiet in der Nähe der St Paul’s Cathedral in London.

## Gestaltung

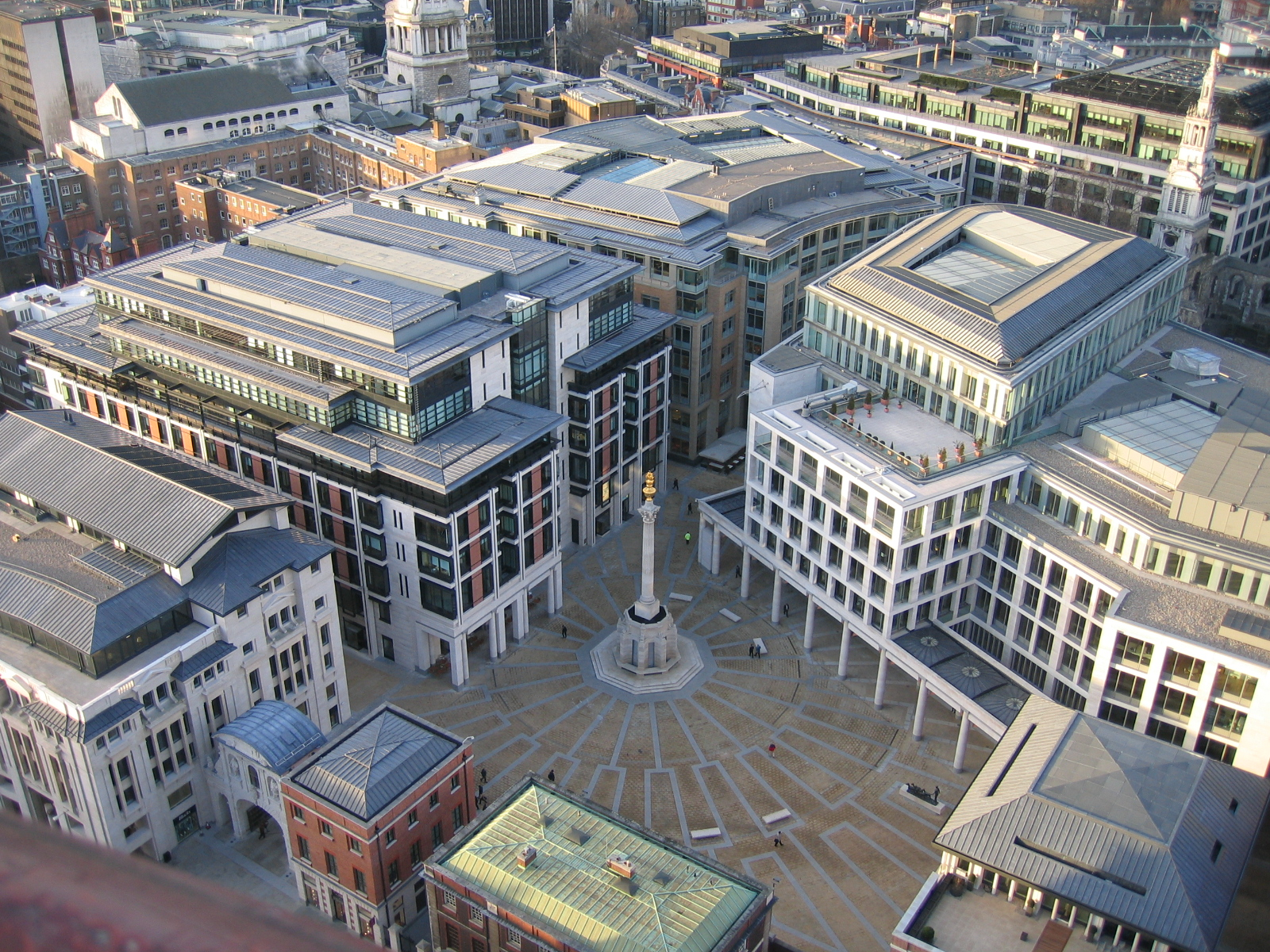
Paternoster Square nach dem Umbau im Jahr 2003

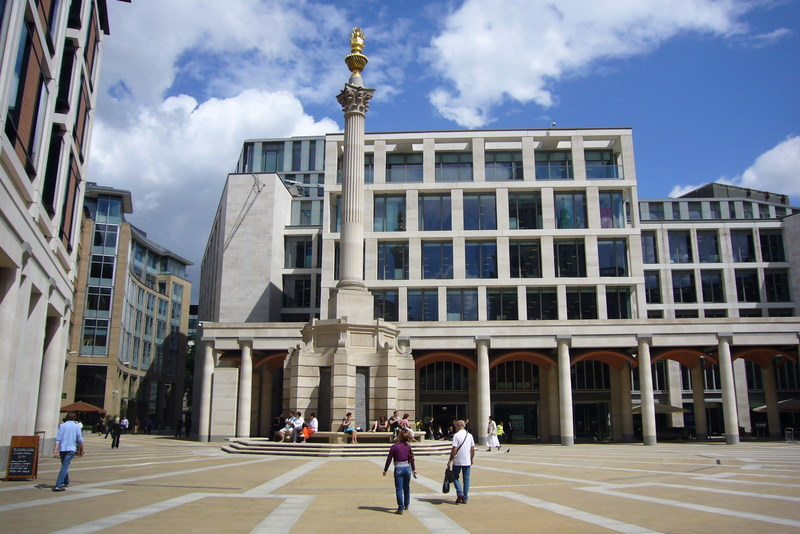
Paternoster Square im Jahr 2007

Der Platz wird geprägt von der Paternoster Square Column, siehe bei Denkmäler und Skulpturen. Der Straßenblock wird durch Fußgängerwege, die in einen zentralen Platz münden, gegliedert. Christopher Wrens historischer Kapitelsaal wurde in die neue Bebauung integriert.
Befürworter dieser Planungen loben das Ergebnis für seine harmonische Gestaltung und die gewählten Materialien, wie Stein und Ziegel. Kritiker bemängeln jedoch die banale Architektur und die ausschließliche Nutzung durch Geschäfte und Büros bzw. das Fehlen von Wohnungen, sodass der Platz an Wochenenden und Feiertagen wie ausgestorben sei.

## Geschichte
Vor seiner Zerstörung durch deutsche Luftangriffe am 29. Dezember 1940 befand sich hier das von Straßenbuchhändlern geprägte Londoner Verlagsviertel. In seiner heutigen Gestalt entstand der Platz im Rahmen eines städtebaulichen Projekts nördlich der Londoner St Paul’s Cathedral. Der Name bezieht sich auf die einst dort verlaufende Straße Paternoster Row. Diese wurde von den Mönchen und Klerikern der St Paul’s Cathedral genutzt, die beim Entlanglaufen das Vaterunser (lat. Pater Noster) beteten.
Von 1961 bis 1967 wurde das Gebiet zwischen dem Friedhof von St. Paul’s und Newgate Street nach Plänen des britischen Architekten und Stadtplaners William Graham Holford neu gestaltet. Die eher abweisende und eintönige Bebauung und die daraus folgende Atmosphäre machten es jedoch bald unattraktiv bei der Bevölkerung. Auf Grund seiner Nähe zu diversen touristischen Anziehungspunkten wurde der Platz und seine Umgebung gar als Peinlichkeit empfunden.
Da es mit der Zeit immer schwerer wurde, Mieter für die Gebäude zu finden, begann man Ende der 80er-Jahre, eine Neugestaltung des Platzes in Erwägung zu ziehen. 1987 fand eine Ausschreibung um die Neugestaltung statt, aus der ein Entwurf des Architektenbüros Arup Associates als Sieger hervorging. Dieser sah eine komplizierte, zusammenhanglose postmoderne Gestaltung vor. Daraufhin wurden die Pläne 1990 zu Gunsten des eher klassisch ausfallenden Entwurfs des britischen Architekten John Simpson fallen gelassen. Diese Pläne wurden von einer Zeitung und Prinz Charles gefördert. Die Lobby der Unterstützer moderner Architektur kritisierte diesen Entwurf jedoch als Nachahmung des Verlorenen, sodass er schließlich ebenfalls verworfen wurde.

## Denkmäler und Skulpturen
1996 begann die Umgestaltung des Gebiets nach den Plänen von William Whitfield. Unter den Bauherren befand sich auch die Londoner Börse, die hier ihr neues Domizil bezog. Im Oktober 2003 wurde das Projekt vollendet. 2004 wurde außerdem der Temple Bar-Torbogen von 1672 wieder aufgebaut. Der Platz wird von der Paternoster Square Column geprägt, einer 23 m hohen korinthischen Säule aus Portland-Stein  mit einer blattvergoldeten flammenden Urne auf der Spitze. Die Säule wurde vom Architektenbüro Whitfield Partners entworfen. Am nördlichen Rand des Platzes steht die Bronzeskulptur "Schäfer und Schafe" der britischen Bildhauerin Dame Elisabeth Frink. Sie wurde 1975 für das damalige Projekt geschaffen und nach dem Umbau wieder aufgestellt.